# 周杰倫
周杰倫（英語：Jay Chou，1979年1月18日—），臺灣男歌手、詞曲作家、演員及製作人。其音樂風行于大中華地區及全球各地的華人社群，並對華語樂壇產生重大影響，為史上最著名及具影響力的華語歌手之一，有「华语流行天王」之美譽。
自2000年发行首张专辑《杰倫》出道至今，周杰伦多次获得华语乐坛重要的音乐奖项，包括15座臺灣金曲獎和2座MTV亞洲大獎。2003年登上亞洲版《時代》雜誌的封面，其後至今開展了8次世界巡演。2009年獲美國CNN評選為亞洲最具影響力的25位人物之一。2022年推出的專輯《最偉大的作品》，奪下國際唱片協會IFPI認證全球最暢銷專輯冠軍。
在音樂以外，周杰倫自從演出《頭文字D》之後就開始了電影的事業，從此涉足各類的電影企劃，並創立專屬的唱片和經紀公司杰威爾音樂。

## 早年
周杰倫在臺灣臺北縣林口鄉出生長大，為家中的獨生子。父親周耀中任教於蘆洲國中，教授生物；母親葉惠美則是林口國中美術老師。14歲時父母離異，由父親擔任監護人，年滿18歲後選擇與母親共同生活。周杰倫曾在台灣民視新聞台由胡婉玲主持的節目《台灣演義》專訪中澄清〈爸，我回來了〉這首歌只是對社會上家暴現象的感慨，並非指涉父母間的狀況；父親的親戚也曾質疑過他，因此還為特別向親戚們澄清和道歉過。
周杰倫從小對音樂表現出濃厚的興趣，3歲開始學習鋼琴，並且喜歡模仿歌星、演員表演和變魔術。國小就讀忠孝國小，國中時就讀金華國中。14歲時父母因長年爭執而決議離婚，使周杰倫的性情大受影響。國中熱愛籃球，曾參加過籃球隊。高中就讀於台北縣私立淡江中學第一屆音樂科主修鋼琴，為將來的音樂發展打下了深厚的基礎。但學科成績不甚理想，故高中畢業時，大學聯考落榜。又因患有僵直性脊椎炎，依據臺灣兵役制度得以免服義務兵役。
周杰倫曾表示少年時受到香港樂壇「四大天王」之一張學友的專輯《吻別》的影響，從而喜歡並開始專注於流行音樂。另外也透露過，除了張學友以外，肖邦、李恕權與史帝夫·汪达也是他童年及成长時影響他很深的人：2005年的专辑更以《十一月的萧邦》为标题，2007年电影《不能说的秘密》的鬥琴多处桥段和肖邦有关，示意对他致敬；李恕權每回出現在電視上，周杰倫便會在電視機面前模仿他；而史帝夫·汪达有一首〈I Just Called to Say I Love You〉是他的嬸嬸曾在他叔父的葬禮中播放的歌曲。由於他的音樂基礎紮實，令其在流行音乐創作方面如魚得水。

## 音樂事業

### 1997年—2001年: 〈三暝三日〉〈落雨声〉
周杰倫首次亮相幕前是在1997年8月，當時為高中同學參加TVBS-G的選秀節目《超級新人王》而擔任鋼琴伴奏。雖然同學歌唱未獲獎，但該節目主持人吳宗憲卻對周杰倫的樂譜作曲工整印象深刻，認為其有潛力進而簽約發掘進入樂壇。吳宗憲非常肯定周杰倫的才華，讓他專注作曲的歷練後再出唱片。
初期周杰伦雖寫過多首歌曲，但仍有不少曲目由於其超時代的獨特性未被他人採用而退稿，如刘德华〈眼泪知道〉和張惠妹〈忍者〉等。在此期間，吳宗憲對周杰倫大力支持，不僅在自己的唱片公司阿爾發音樂多數歌手的歌曲中采用他的創作歌曲，還讓他登上自己的節目，並在節目中大力推薦。公司總監楊俊榮在偶然聽到周杰倫〈可愛女人〉的旋律後大為讚賞，立馬致電吳宗憲，並且幫助周杰倫開始實施唱片推出計劃。而當專輯一經發出，周杰倫的歌曲很快變成當時非常流行且爆火的音樂，日後也成為了真正的亞洲巨星，他也曾在金曲獎頒獎典禮上說過：沒有吳宗憲就沒有周杰倫。1998年，周杰倫发表第一首創作歌曲〈三暝三日〉，由吳宗憲演唱。
1999年的〈落雨聲〉是周杰倫第一首賣出的歌，由江蕙演唱，也是第一次和方文山合作的知名作品。兩人的合作作品最受青睞，無形中兩人的合作形成一種絕佳的必勝“定律”。

### 2000年—2003年: 《Jay》《范特西》《八度空間》《葉惠美》
2000年在獲得楊俊榮的推薦與推動下，阿爾法公司提供了新台幣四千萬元作為專輯籌備的部份資金，於當年11月發行周杰倫首張個人專輯《Jay》。此專輯有了別於市場的突破曲風，風格融合了R&B、Hip-Hop、古典和“中國風”，初步建立了周杰倫「周式曲風」的歌手形象。周杰倫除了為自己製作、輯印音樂專輯外，亦曾經替其它歌手作曲，如知名歌手S.H.E.、陳小春、劉德華等。
2001年9月周杰倫發行個人第2張專輯《范特西》，專輯名稱來自英文“fantasy”的音譯；憑藉這張專輯周杰倫在2002年度臺灣第13屆金曲獎頒獎典禮中斬獲“最佳作曲人獎”、“最佳專輯製作人獎”以及“最佳流行音樂演唱專輯獎”等五項大獎。。
2002年7月周杰倫發行個人第3張專輯《八度空間》；9月28日個人首次世界巡回演唱會“THE ONE”於臺北市立體育場拉開帷幕。2003年7月，全亞洲超過50家電台定7月16日為“周杰倫日”，並同步首播其第4張個人新專輯《葉惠美》中的主打歌曲，此后每張專輯必定有一首中國風的歌曲。

### 2004年—2007年: 《七里香》《11月的萧邦》《依然范特西》《我很忙》

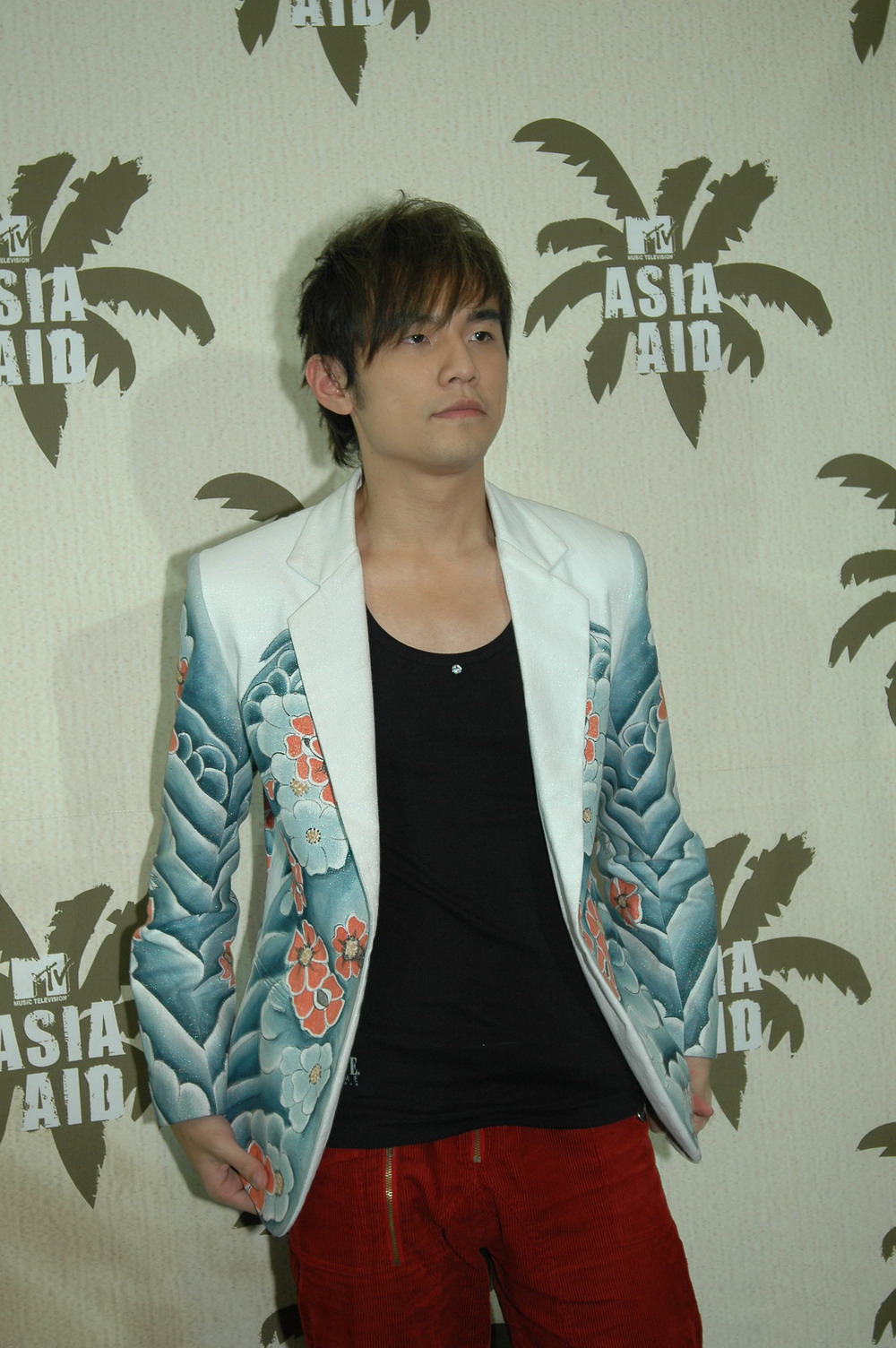
周杰伦参与2005年声援南亚慈善纪念演唱会

2004年7月周杰倫發行個人第5張專輯《七里香》，并憑藉該專輯首次獲得世界音樂大獎“大中華區最暢銷藝人”；同時，根據國際唱片業協會IFPI的統計，專輯《七里香》銷量位居年度世界第42位，；同年以歌曲〈龍拳〉首次亮相春節聯歡晚會。
2005年11月周杰倫發行個人第6張音樂專輯《11月的蕭邦》，自這張專輯周杰倫開始作為音樂總監，并嘗試執導一些自己歌曲的MV。2006年9月周杰倫發行個人第7張音樂專輯《依然范特西》，專輯中的中國風歌曲〈千里之外〉请来老牌歌手費玉清一起合唱。
2007年4月，由周杰倫與多年合作夥伴方文山、楊峻榮三人共同創辦的杰威爾音樂成立；11月2日，發行個人第8張音樂專輯《我很忙》，11月24日周杰倫在中國大陸上海八萬人體育場開展《2007世界巡迴演唱會》，與此同時，周杰倫的《THE ONE》、《無與倫比》兩次世界巡迴演唱會已先後在美國康涅狄格州、洛杉磯、拉斯維加斯、加拿大、澳大利亞、日本東京、新加坡、馬來西亞吉隆坡、泰國曼谷、香港、臺灣、中國大陆等多個國家地區舉辦多場。

### 2008年—2012年: 《魔杰座》《跨時代》《驚嘆號》《十二新作》
2008年發行第9張專輯《魔座》，2月16日，在日本武道館連開兩場演唱會，成為繼王菲之後第二位在武道館開唱的華人歌手；9月，繼藝人王菲、王力宏、張惠妹、金城武、F4後，成為美國有線電視新聞網CNN第六位專訪的華人明星；11月，憑藉專輯《我很忙》獲得在摩納哥舉辦的世界音樂大獎所頒發的“大中華區最暢銷藝人”獎，連續三屆（2006年、2007年、2008年）獲獎，打破之前歌神張學友兩連冠的紀錄，加上2004年，周杰倫已先後獲得四次世界音樂大獎“大中華區最暢銷藝人”獎。。2009年7月，《2007世界巡迴演唱會》進入尾聲，其中澳洲站雪梨演唱會票房空降美國看板第二。
2010年發行第10張專輯《跨時代》并于2010年6月11日在臺北小巨蛋開展《超時代演唱会》。2011年2月，周杰倫與美国NBA籃球巨星科比为雪碧牌饮料拍攝廣告，同時創作廣告主題曲〈天地一鬥〉，並邀科比出鏡一同合拍MV，該歌曲於2011年2月21日在美國加州洛杉磯首發。
2011年11月11日发行第11张专辑《惊叹号》，专辑同名歌曲为主打单曲。2012年9月22日，周杰倫在新加坡F1（世界一級方程式錦標賽）賽道開唱。12月28日，周杰倫發行個人第12張全新專輯《十二新作》。2013年5月17日，周杰倫個人第四次世界巡迴演唱會《魔天倫》在中國大陸上海奔馳文化中心啟動。

### 2014年—2019年: 《哎呦，不错哦》《周杰伦的床邊故事》〈等你下課〉〈说好不哭〉
2014年12月26日，發行個人第13張音樂專輯《哎呦，不錯哦》。2015年1月29日，周杰倫新婚後，中國好聲音在自家微博透露周杰倫將成為《中國好聲音》第四季導師。6月2日，《中國好聲音4》舉行發布會，周杰倫透露由他領導的團隊選手中，官方已決定保留一名席位參演正在籌備中的音樂歌舞劇，而周杰倫也將擔任該片總導演。

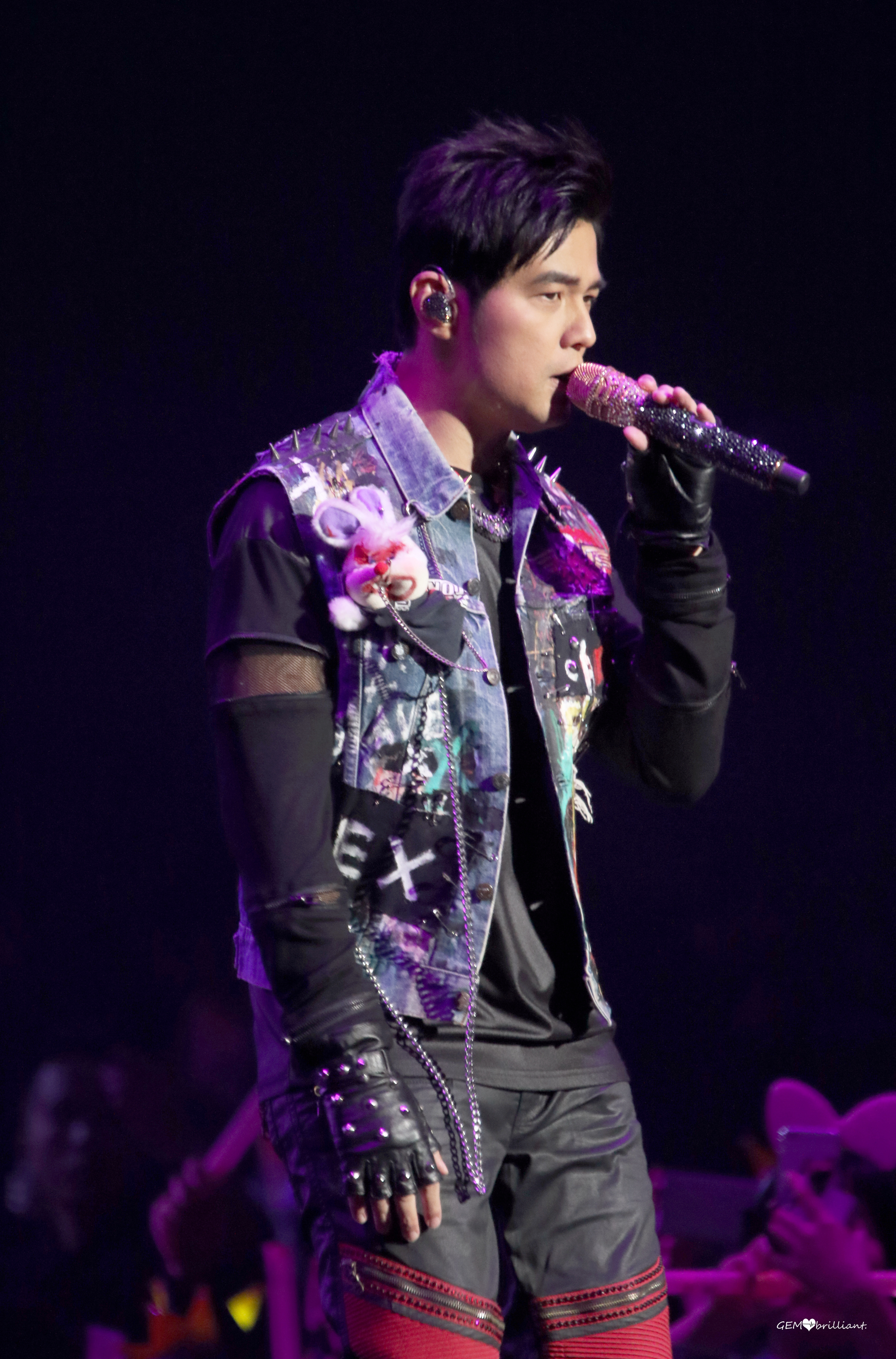
周杰伦于2016年出席第十届音乐盛典咪咕汇

2016年6月24日，發行個人第14張音樂專輯《周杰倫的床邊故事》。主打单曲〈告白氣球〉连续六周位居位居中国公告牌Top 10音乐单曲榜第一名，总共夺得第一名八次。中国公告牌Top 10音乐单曲榜2017年终榜单第六名。
2018年1月18日，為慶祝自己39歲的生日，特別花了7天的時間錄製了一首單曲，歌名是〈等你下課〉，也是送給粉絲的禮物。〈等你下課〉连续四周位居中国公告牌Top 10音乐单曲榜第一。2018年5月15日正式首播單曲〈不愛我就拉倒〉。两首歌曲均入围中国公告牌Top 10音乐单曲榜2018年终榜单，分别位列第一名和第八名。
2019年9月16日推出新單曲，歌名是〈說好不哭〉，並與五月天阿信合唱，上線Youtube2天觀看突破到一千萬人次數。2019年12月12日推出新單曲，歌名是〈我是如此相信〉，為電影《天·火》主題曲。

### 2020年至今: 《最伟大的作品》〈圣诞星〉
2020年2月23日幫自己的偶像張學友作曲，由方文山作詞，目的是為了希望能撫慰人心，共同抵抗新冠疫情。2020年6月12日出新單曲，歌名是〈Mojito〉，並預告接下來可能會有新專輯。2022年6月19日，在YouTube发布自己前往巴黎创作新专辑的幕后纪录片，在纪录片结尾用法文宣布将在7月15日发布新专辑。同时有媒体爆料新专辑名字叫《最伟大的作品》。7月6日，在YouTube和哔哩哔哩首发〈最伟大的作品〉MV，该歌曲是同名专辑的第一首主打曲。九天后再发第二首主打曲MV〈还在流浪〉。
2023年12月21日，在Youtube上首發〈聖誕星〉MV，是以聖誕節為背景的一首歌曲，僅僅13小時便已達到140萬次的點閱率。
2025年1月9日，杰威尔音乐发布新MV〈Six Degrees〉。1月10日，派伟俊与周杰伦合作的歌曲〈Six Degrees〉正式发行，由派伟俊作曲，周杰伦和派伟俊共同填词。

## 電影事業
對於周杰倫而言，進入電影界是一個出乎意料的發展，因為他的高中英語老師認為他不能夠處理好面部表情。此後他還演了其他六部電影，客串了3部电影、導演一部影片和數十個MV。周杰倫曾經說過：「我因為音樂而生活」，涉足電影業是因為他覺得自己需要一個新的挑戰。而歌迷們擔心的是，電影事業會對他的音樂生涯造成影響。周杰倫一再保證，電影是靈感的來源，不會分心。同時，他也意識到有必要平衡自己的事業。

### 2003年—2007年: 《头文字D》《满城尽带黄金甲》《不能说的·秘密》
2003年，周杰倫客串一部電影《尋找周杰倫》的導演說，他強烈的個人風格不會讓他成為一個好演員。
2005年6月23日，周杰倫的第一個電影角色是在《頭文字D》中擔任男主角，正式進入電影界，并憑藉該電影一舉獲得香港電影金像獎，臺灣電影金馬獎雙料最佳新演員獎。這使他可以推出他的首部作品，並接觸到日本的觀眾 ；這部電影是根據日本漫畫頭文字D改編，周杰倫扮演藤原拓海，一個安靜地、很少表達自己的天才車手。有些評論家批評他的表演淡而無味，而一些人認為他表現自然，但卻是因為角色與本人相似而只是在演自己 ；他在《頭文字D》的表現贏得了香港電影金像獎和金馬獎的最佳新人獎。
2006年，周杰倫在他第二部电影《滿城盡帶黃金甲》中飾演二王子元杰，在電影中他試圖表現中國的傳統美德——「孝」，也是他個性的縮影。這一部在國際上發行的電影讓北美觀眾首次看到周杰倫。中國大陸的電影評論家對他的表演的評論從「缺乏層次及張力」 到「未失水準」，西方影評則認為其演技十分一般。他在《滿城盡帶黃金甲》的表現被提名2007年第26屆香港電影金像獎最佳男配角。

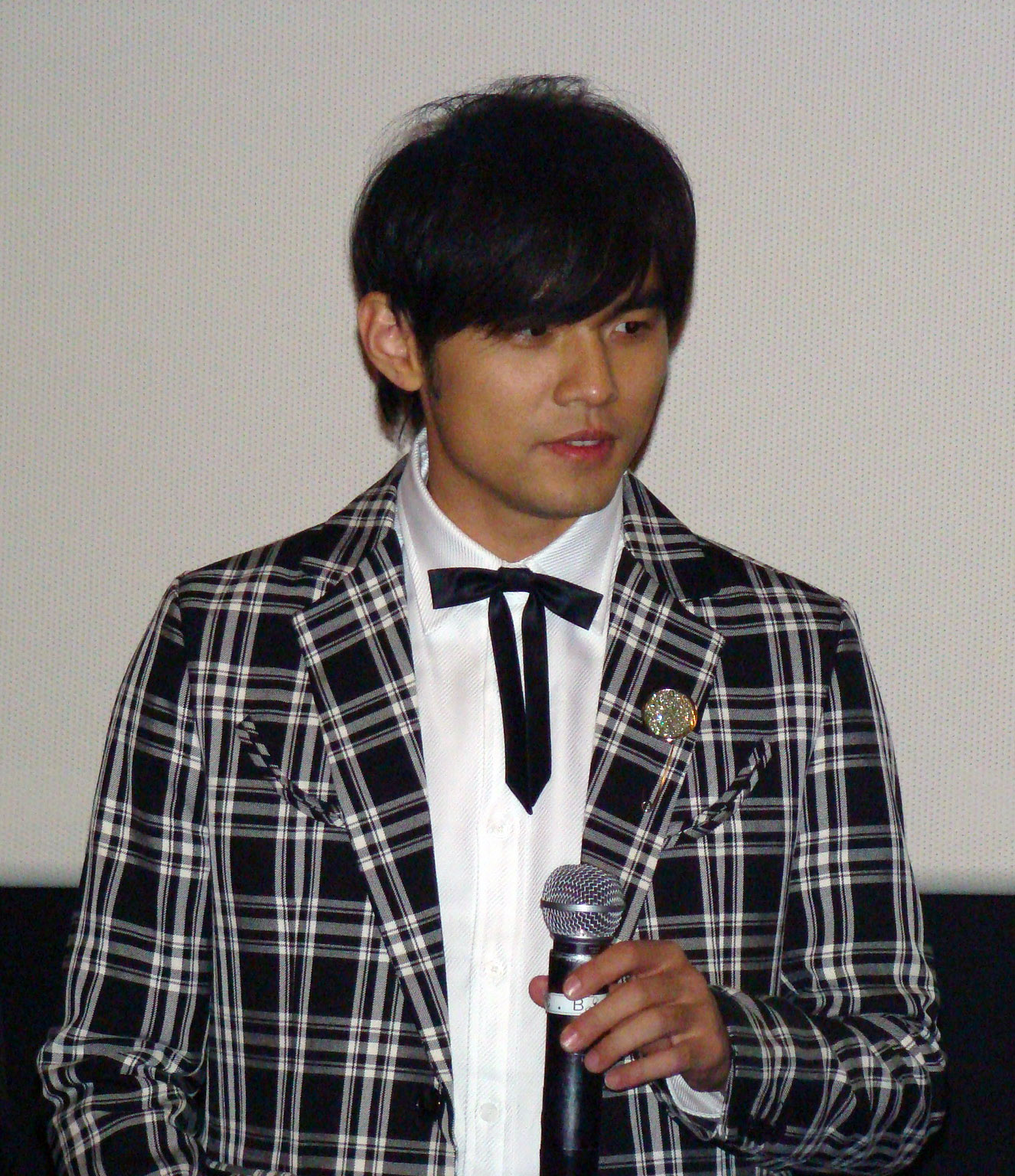
2008年，周杰倫出席《不能說的·秘密》在韓國的首映會

2007年，周杰倫第一部自編自導自演的電影《不能說的·秘密》上映，電影裡大部分的音樂也由周杰倫創作。2008年1月10日在韓國上映。

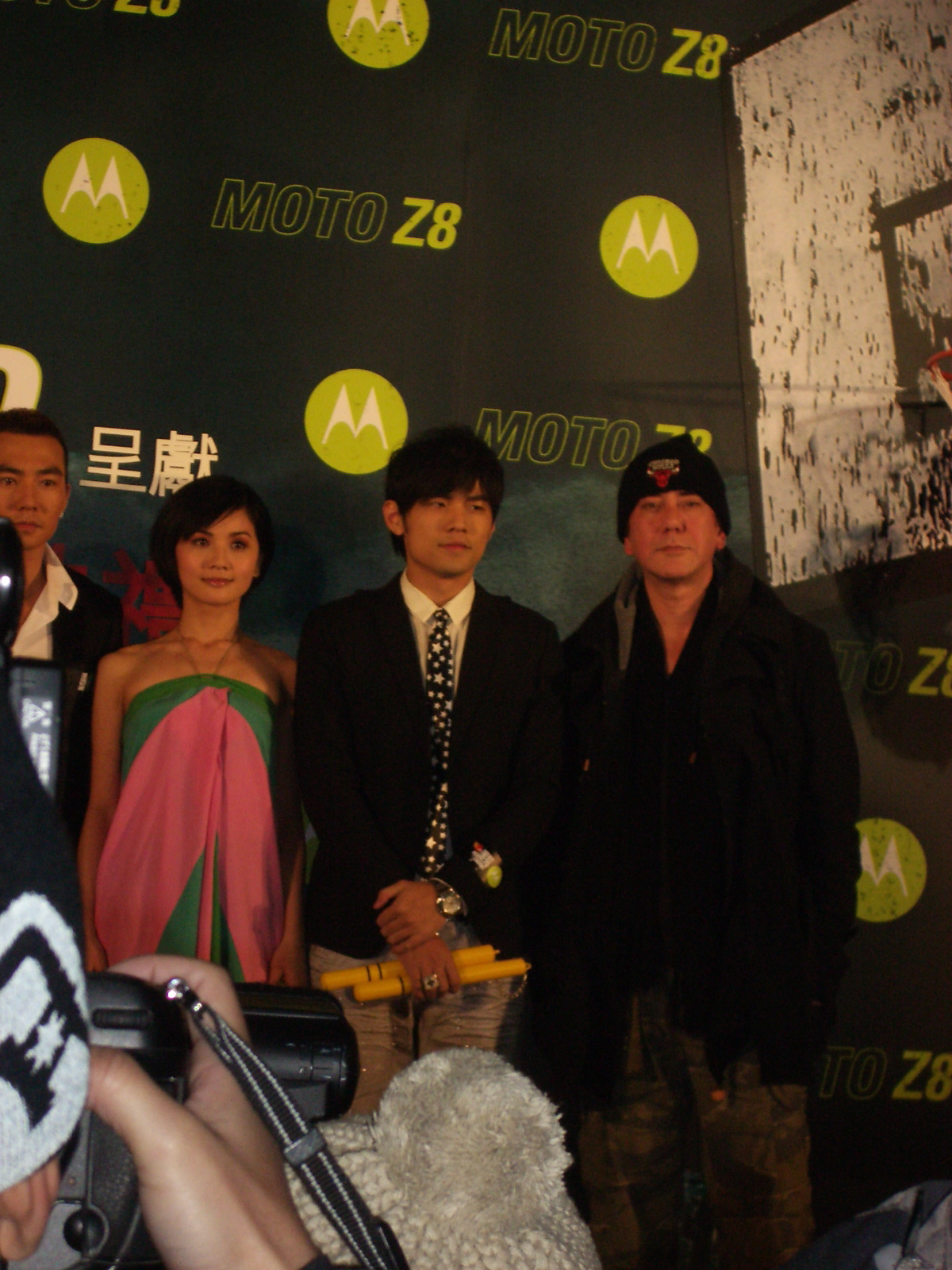
2008年電影《功夫灌籃》記者會（左起：蔡卓妍、周杰倫、黃秋生）

### 2008年—2013年: 《功夫灌篮》《青蜂侠》《天台》
2008年，周杰倫在《功夫灌籃》扮演一個功夫學校的天才學生。2009年，周杰倫與當代臺灣名模林志玲合拍《刺陵》並擔任男主角。
2011年，周杰倫在美國三維電影3D《青蜂俠》擔任青蜂俠助手“Kato”的角色，是他在好萊塢的处女作，1月14日在全美正式上映，並於1月28日在台灣上映。此外他的第二張專輯《范特西》裡面的經典歌曲〈雙截棍〉被採用為青蜂俠電影的片尾曲，在全球放送。
2013年7月11日在臺灣、中國大陸、新加坡同步上映的《天台》，是周杰倫繼2007年《不能說的·秘密》後，構思整整六年後的第二部自編自導自演的電影作品，女主角為李心艾，同時該片也邀請到曾志偉、鐘鎮濤，柯有倫等眾多圈內好友助陣。周杰倫所屬的臺北新生命小組教會 （页面存档备份，存于）舞團於7月10日在《天台》首映會上演“天台歌舞秀”，吸引眾多媒體與民眾注意，同時該片也受到了中國大陸知名導演張藝謀的好評。

### 2014年—2016年: 《出神入化2》《一万公里的约定》《功夫熊猫3》
2014年11月5日好萊塢電影《出神入化2》，在官方網站公布演員陣容，周杰倫繼《青蜂俠》後再度参演好萊塢電影，已在2016年6月上映。他為該片製作片尾主題曲〈Now You See Me〉並收錄於個人專輯。同時他的歌曲〈公公偏頭痛〉與〈鞋子特大號〉也被導演放入電影中做為彩蛋。
2015年5月11日在台北舉行記者會宣布擔任電影《一萬公里的約定》監製，由獲坎城影展肯定的华裔好萊塢新銳導演洪昇揚執導，預計2016年12月至隔年1月陸續於台灣、大陸與香港上映。
2015年9月22日，周杰倫确认加盟《功夫熊貓3》的配音，而其角色為五位功夫大師之一的金猴。這也是周杰倫第二次參與配音（第一次是《十萬個冷笑話》）據悉，電影於2016年上映。

### 2017年至今: 《靠譜兄弟》《叱咤风云》《出神入化3》
2017年，周杰倫宣布投入電影《靠譜兄弟》監製，並欽點台灣知名歌手蕭敬騰擔任男主角。5月蕭敬騰證實參演，6月初進行培訓，暫定月尾開拍，劇情80%場景於馬來西亞拍攝。遺憾的是，這部片最終因資金問題暫時停拍。
2018年，曾經與周杰倫打造其第二部自導自演電影長片《天台》的創映電影總經理劉畊宏與量能文創執行長彭康育宣布合作「創能計劃」，投資拍攝賽車電影《叱吒風雲》，並預計邀請阮經天作為男主角。周杰倫則坦言這是因為《頭文字D》續集擱淺而產生的念頭。也開始展開電影《出神入化3》的拍攝。

## 副业

### 潮流事業
2006年，周杰倫與中學時期好友Ric共創立的潮流時尚品牌「PHANTACi」，品牌名稱是由「Phantom」與周杰倫的經典專輯《范特西》象徵的「Fantasy」兩個單字做組合，主要販賣潮流時尚服飾及鞋款，目前在台北、台中、上海、馬來西亞均有設點，為台灣重要的潮流品牌之一。2016年成立台灣電商平台「J Concept星品庫」，經營潮流服裝、飾品配件、動漫產品，是周杰倫原創品牌MRJ、周杰倫演唱會官方周邊的官方獨家販售單位。

### 電子競技
2011年，周杰倫入股香港上市公司文化傳信，成為旗下遊戲社交平台Ucan的股東。
原為2012年成立的台北暗殺星（Taipei Assassins，簡稱TPA）為英雄聯盟S2賽季世界冠軍，2016年周杰倫代表的杰藝文創公司取得經營權，改名為「J Team」，並由周杰倫擔任董事長兼榮譽隊長。
2015年，周杰倫就宣布與多位前電競比賽選手合作，打造「Mr.J」戰隊，甚至豪擲9千萬，在深圳打造了一個「地表最強」的奢華網咖，佔地1700平方米，設有賽事比賽專區、直播專區、桌遊專區和餐飲水吧。
2016年4月，周杰倫入股中國數碼文化集團後，他還授予中國數碼文化在電競領域使用其肖像和姓名6年的獨家權。
2017年4月9日，宣布與IDG共同創立「魔傑電競」品牌，並在深圳開設品牌旗下第一家旗艦店——網咖「魔傑電競館」，成為了「網吧店主周杰倫」，並攜手妻子昆凌共同開發智能教育機器人小麻吉。

### 餐飲事業
2011年，曾投資「DejaVu音樂魔術餐廳」。
2012年初，與西安真愛投資集團合作在西安開設「真愛范特西」KTV，總共投資一億五千多萬。
2007年搭配電影《不能說的秘密》開設與電影情節類似的意大利餐廳「Mr.J 義法廚房」，投資600萬元，目的是為了讓朋友有地方聚會，直到2013年宣布歇業。而「Mr.J 義法廚房 II」，已於2020年7月3日歇業。
由於日本的「藤原豆腐店」關店，2011年周杰倫決定在台灣重現，開設「Mr.J藤原豆腐店」，盡可能仿照電影中藤原豆腐店原先風貌，讓進入店內的顧客彷彿置身於電影中。該店於2015年9月30日歇業。
原本店址是昆凌所開的「Machi doggie咖啡店」，但已於2019年2月28日結束營業，而店面為母親葉惠美的名下，後改開手搖飲料店「麥吉machi machi」，周杰倫也常在IG上大力推薦其奶茶，更讓歌曲〈說好不哭〉的MV場景選在日本原宿店，也造成上海店開幕時有大量排隊人潮。
周杰倫與友人所合開的音樂主題火鍋店「J POT HOTPOT火鍋料理」位於香港銅鑼灣，他表示希望可以請一位藝術家好友為他畫一幅畫放在店內，讓樂迷也能到場打卡。他亦表示店內其實充滿音樂元素，像是琴鍵造型的椅子，火鍋則是一個鼓，希望下次出專輯也能在火鍋店舉行簽名會。由於2019冠狀病毒病的疫情影響，宣布從2月中開始暫停營業。
周杰倫在北京與廈門開設餐廳「J大俠中華料理」，也親自參加剪綵。特色菜名都是以周杰倫的歌曲為名。
魔杰電競旗下「J-tea魔杰的茶」（周为魔羯座）在2019年12月19日於上海開業，內有茶飲區、電競手游區和輕⻝休閒3個區域。
周杰倫與好友劉耕宏、名模洪曉蕾前夫王世均合開，由於資金缺口龐大，周杰倫與劉耕宏退出投資，但王世均仍然以周杰倫的名義繼續尋找投資人，最後被法院判罰三百萬元。對此，周杰倫所屬的杰威爾音樂表示：「當時為了避免外界誤會餐廳還與周杰倫有關，公司特別對外澄清，說明杰倫一開始是餐廳的股東，不過因為周媽媽反對，所以退出該餐廳股東的相關事宜，直到（2014年）4月正式完成手續，經營權已轉移。」

### 其他业务
2004年和導演鄺盛合資開設古董店「Omni by JFK」，「周董」名號的由來，另一種說法便是源於周杰倫喜歡古董。
入股中國數碼文化集團，並成立巨室文創。
因為喜歡健身，周杰倫曾加入好友劉畊宏「300壯士健身房」的經營，希望用自己的明星影響力推廣健身觀念，帶動更多的粉絲加入到健身行列。
2016年，周杰倫將自己創辦的耳機品牌「TiinLab耳一號」，併入「1MORE萬魔」耳機，並以股東身份加盟萬魔，擔任創意官。在萬魔的官方網站查詢數據顯示，作為小米的生態鏈企業，萬魔已累計賣出6500萬隻耳機。

## 个人生活

### 緋聞
周杰倫作為從出道就驚艷的天王級人物，從最開始就被媒體狗仔盯上，身邊的所謂的“緋聞”從未斷絕過，雖然他自己一直極力澄清，卻仍擋不住媒體想要在他身上獲取流量和關註的意圖。
2001年起開始媒體傳出蔡依林雙J戀，但周杰倫曾多次嚮外界宣佈此事為假，併且在多個場合以開玩笑的方式澄清二人併無特殊關繫
2005年農曆新年期間，周杰倫被香港雜誌《忽然1周》拍攝到他與年代電視新聞主播侯佩岑同遊東京互動親暱的照片。之後周杰倫在記者會上承認追求侯佩岑，同時否認過去與蔡依林的戀情傳聞。
2006年在自導自演電影《不能說的秘密》後，媒體又將曾愷玹列入緋聞清單，對方也在周杰倫〈我不配〉MV中參與演出。
2006年與團隊赴英國拍攝新歌〈夜的第七章〉MV傳出幫也在英國遊學的Hebe慶生，並共遊倫敦，媒體得知此事後又大寫緋聞。
2008年，在拍MV〈最長的電影〉请江语晨做女主角之后，媒體又傳出江语晨緋聞。
此後逐年，基本只要周杰倫與異性合作，媒體都會借機傳出新的緋聞。
以上緋聞均為媒體娛樂性報道，併無確切證據實料，況且有些人只是借此來蹭一蹭周杰倫的熱度來提升自己的知名度，周杰倫則是很大度的錶示理解，直言當藝人不容易，自己知道對方經濟公司背後的意圖但還是不會太去計較，而媒體卻借此來博取眼球，甚至傳出周杰倫與助手大妮的緋聞，讓周杰倫又好笑又無奈地舉辦發佈會澄清，且多年以來周杰倫針對此類層出不窮的緋聞也是表示心累，希望媒體可以少寫這些空穴來風的事情。
昆凌早在14歲時（2007年）因被介紹到周杰倫投資的服飾店打工，就認識周杰倫。直到昆凌成年後在2010年拍攝MV〈你好嗎？〉時，昆凌被選為女主角，周才和昆凌熟悉。2011年8月，兩人被周刊拍摄到同遊欧洲与多次外出吃饭的照片，讓相差14歲的戀情曝光，但周杰伦本人并未做出正式公開回应。儘管如此，周為了守護這段戀情避免被打擾，不惜把昆凌在片中戲份全部刪除，找新的女主角重新拍攝。周杰倫誇讚昆凌「很善良、有愛心」，乖巧，會做菜給他和周媽媽吃，尤其在他僵直性脊椎炎發作時，昆凌陪在旁邊細心照料，讓周杰倫決定把她娶回家。
2014年10月，與昆凌及攝影工作團隊遠赴德國、布拉格與巴黎拍婚紗照。同年11月17日凌晨3點多，周杰倫通過官方微博「MRJ台灣官方」正式公開了與昆凌的戀情，並公佈跟昆凌半年前的甜蜜出遊照，這是周杰倫第一次正式承認戀情。12月25日，周杰倫承認在英國下跪向女友昆淩求婚，求婚時放煙火、昆凌感動落淚。周杰伦与昆凌的三次婚礼分别在2015年1月17日于英国约克郡、2015年2月9日于台湾台北、2015年3月9日於澳大利亞。

### 婚姻生活
周杰倫與昆凌在2014年登記結婚，但直到婚禮前夕才在周杰倫官方臉書公布。兩人都是基督徒。兩人婚禮於英國約克郡塞爾比修道院教堂當地時間2015年1月17日下午三點（臺灣時間18日凌晨零時）舉行。婚禮在周杰倫自己譜寫的結婚曲下展開，搭配20人的管絃樂伴奏，雙方家長一同觀禮。伴郎由好友演員邱凱偉與健身教練浩克擔任，伴娘是女方好友方志友與孫睿。
2015年4月2日，周杰倫透過臉書證實昆凌懷孕消息，同年大女兒出生。2017年兒子出生。2022年1月18日，兩人於Instagram同步宣布懷孕第三胎；同年，他們宣布產下小女兒。

## 榮譽
2003年2月，接受美國《時代》雜誌專訪，成為亚洲版的封面人物，是繼王菲、張惠妹之後第三位出現在《時代》雜誌亚洲版封面的華人歌手，并被該雜誌讚譽為“新一代亞洲流行天王”。
2003年：全亞洲超過50家電台同步播放第四張專輯《葉惠美》的第一波主打歌〈以父之名〉，粗估當時有超過8億人同時收聽。為了紀念此日，爾後的7月16日被稱為「周杰倫日」。
2006年受母校淡江中學之邀，獲頒音樂科榮譽主任。
2009年被選為世界十大傑出青年代表之一。
2009年12月入選CNN評出的「25位亞洲最具影響力的人物」，並被形容為“非凡藝人”；12月10日，美國知名電影網站ScreenCrave評選出的“全球十大最值得期待的新秀演員”中出现周杰伦，使他成為首位進軍好萊塢的臺灣藝人。。
2010年入選美國《Fast Company》評出的「全球百大創意人物」。
小行星257248：2010年12月，一顆新發現的小行星獲得永久編號小行星257248。經四位發現者商定，這顆小行星擬用華語流行歌手周杰倫的名字命名。命名提案經國際天文聯合會小天體命名委員會通過，於2011年6月小行星中心公報第75354號中宣布了這一命名決定，正式將小行星257248命名為周杰倫星（Chouchiehlun）。周杰倫以此為靈感創作〈愛的飛行日記〉，與楊瑞代合唱。
2010年：庫比蒂諾市長黃少雄訂本世紀第一個十年最後的一天，即2010年12月31日為周杰倫日。
2011年4月21日，美國《時代》雜誌評出2011年全球最具影響力人物100強，票選階段周杰倫位列第二。
2012年5月，登上福布斯中國名人榜第一名。
杜莎夫人蠟像館：周杰倫的蠟像分布於香港、上海、四川、北京及武漢，甚至泰國，但他寫歌〈超人不會飛〉自嘲蠟像和自己不像。
2019年7月21日，周杰伦的新浪微博超话影响力突破一亿，位居排行榜第一名，取代了蔡徐坤在新浪微博的霸榜地位。
2019年周杰倫在福布斯發佈的中国100名人榜，名列第5名。
根據觀看次數最多的YouTube中文音樂影片列表統計，目前周杰倫有一首歌曲〈告白氣球〉達兩億觀看，兩首歌曲〈不該〉〈等你下課〉達一億觀看，除此之外還有十四首達到5千萬觀看的MV，兩項皆位居第一。
2023年3月28日，國際唱片業協會公佈2022年「全球十大專輯銷量榜」，周杰倫以第十五張專輯《最偉大的作品》榮登全球第一，也是該榜有史以來第一張華語專輯進入前十大。，且5月16日歌曲〈最偉大的作品〉入圍金曲獎年度歌曲獎。

### 獎項列表
- 第一張專輯《Jay》就獲得金曲獎最佳专辑，同時也入圍當年最佳制作人、最佳作曲人和最佳新人獎三项大奖。同年，获得新加坡金曲奖最佳新人奖。[110]
- 第二张专辑《范特西》获得包括最佳专辑、最佳编曲等在内的五个金曲奖奖项。[111]
- 第四张专辑《葉惠美》获得最佳专辑、最佳音樂錄影帶導演獎。
- 随后连续三年金曲奖角逐的失败使周杰倫心灰意冷，而後連續兩年以〈青花瓷〉和〈稻香〉二曲分別拿下兩屆金曲獎年度最佳歌曲獎。
- 周杰倫於第20屆和第22屆金曲獎以《魔座》和《跨時代》兩張專輯拿下最佳國語男歌手等獎項。[112][113]
- 周杰倫於2002年至2006年曾連續5年獲得香港IFPI最佳銷量國語唱片奖[114][115][116][117][118]。
- 周杰倫獲得香港叱吒樂壇流行榜頒獎典禮我最喜愛的歌曲大獎的臺灣歌手。
- 周杰倫於2001年以〈開不了口〉得獎，同時他亦是繼周華健後第二位獲得叱吒樂壇唱作人大獎的臺灣歌手。
- 周杰倫出道7年，在十大中文金曲中只有2005年沒得到全國最受歡迎中文歌曲獎項。十大中文金曲獎項[可疑]
- 周杰倫出道以來，發行的其中四張專輯（分別為《Jay》、《范特西》、《葉惠美》和《跨時代》）曾拿下金曲獎最佳國語專輯獎。
- 周杰倫分别于2004年、2006年、2007年、2008年，共四次获得世界音乐大奖“亚洲最高销量艺人”奖。[119]

尽管平均每年仍获得超过十个音乐奖项，他开始表示自己会更加得以专辑销量来判断自己音乐的品質。

## 音樂作品
- 《杰倫》（2000年）
- 《范特西》（2001年）
- 《八度空間》（2002年）
- 《葉惠美》（2003年）
- 《七里香》（2004年）
- 《十一月的蕭邦》（2005年）
- 《依然范特西》（2006年）
- 《我很忙》（2007年）
- 《魔座》（2008年）
- 《跨時代》（2010年）
- 《驚嘆號》（2011年）
- 《十二新作》（2012年）
- 《哎呦，不錯哦》（2014年）
- 《周杰倫的床邊故事》（2016年）
- 《最偉大的作品》（2022年）

### 巡迴演唱會
周杰倫出道至今已舉行過超過四百場演唱會。

## 書籍作品
| 出版日期       | 書名                                                           | 作者   | 出版社         |
| -------------- | -------------------------------------------------------------- | ------ | -------------- |
| 2002年2月25日  | 《半島鐵盒》                                                   | 方文山 | 華人版圖出版社 |
| 2004年2月21日  | 《聲色繫情緣》                                                 | 鄭梓靈 | 華人版圖出版社 |
| 2004年11月22日 | 《D調的華麗》                                                  | 周杰倫 | 華人版圖出版社 |
| 2005年7月15日  | 《周杰倫頭文字D事件簿》                                        | 周杰倫 | 華人版圖出版社 |
| 2005年8月1日   | 永远都要坐第一排：名人的求学生涯 -《周杰伦：太阳的背后不是光》 | 刘冬吉 | 中国青年出版社 |
| 2007年3月1日   | 《周杰伦的成长密码》                                           | 阿     | 中国青年出版社 |
| 2007年9月21日  | 《不能說的秘密電影創作琴譜》                                   | 周杰倫 | 華人版圖出版社 |
| 2007年9月21日  | 《不能說的秘密電影改編小說》                                   | 橘子   | 華人版圖出版社 |
| 2011年1月26日  | 《音樂＝影像≠音樂》                                            | 周杰倫 | 華人版圖出版社 |
| 2013年7月1日   | 《天台-電影原著小說》                                          | 周杰倫 | 中國計量出版社 |
| 2013年7月1日   | 《無與倫比︰周杰倫天台電影導覽手冊》                           | 周杰倫 | 中國計量出版社 |

## 演出作品

### 電影
| 年份   | 片名               | 導演           | 角色         | 創作音乐                                                              | 備註                                                                        |
| ------ | ------------------ | -------------- | ------------ | --------------------------------------------------------------------- | --------------------------------------------------------------------------- |
| 2003年 | 《尋找周杰倫》     | 林愛華         | 周杰倫       | 《軌跡》、《斷了的弦》                                                | 第一部參演的電影                                                            |
| 2005年 | 《自行我路》       | 杜琪峰         | 阿倫         |                                                                       | 第29屆香港國際電影節的展映環節首部曲(微電影)                                |
| 2005年 | 《頭文字D》        | 劉偉強、麥兆輝 | 藤原拓海     | 《飄移》、《一路向北》                                                | 第一部主演的電影                                                            |
| 2006年 | 《滿城盡帶黃金甲》 | 張藝謀         | 元杰         | 《黃金甲》、《菊花台》                                                |                                                                             |
| 2007年 | 《不能說的·秘密》  | 周杰倫         | 葉湘倫       | 《不能說的秘密》等                                                    | 第一部自導自演的電影                                                        |
| 2008年 | 《功夫灌籃》       | 朱延平         | 方世杰       | 《周大俠》                                                            |                                                                             |
| 2009年 | 《刺陵》           | 朱延平         | 喬飛         | 《帶我飛》（林志玲演唱）                                              | 該片為台灣近年來少見評價極低的電影， 相較製片成本5億台幣，票房倒賠1億3600萬 |
| 2010年 | 《蘇乞兒》         | 袁和平         | 武神、酒仙   |                                                                       |                                                                             |
| 2011年 | 《青蜂俠》         | 米歇·龚德里    | 加藤（Kato） | 《雙截棍》(全球片尾曲)                                                | 第一部好萊塢的電影                                                          |
| 2012年 | 《逆戰》           | 林超賢         | 萬飛         |                                                                       |                                                                             |
| 2013年 | 《天台》           | 周杰倫         | 浪子膏       | 《哪裡都是你》等                                                      | 第二部自導自演的電影                                                        |
| 2016年 | 《出神入化2》      | 朱浩偉         | 李（Li）     | 《Now You See Me》(全球主題曲)、 《公公偏頭痛》、《鞋子特大號》(插曲) | 第二部好萊塢的電影 首部選用中文主題曲的好萊塢電影                           |
| 2016年 | 《一萬公里的約定》 | 洪昇揚         | 小倫         | 《蝸牛》、《夢想啟動》                                                | 第一部監製的電影                                                            |
| 2020年 | 《練愛iNG》        | 林暐恆         | 周杰倫       |                                                                       | 友情客串                                                                    |
| 2021年 | 《叱咤風雲》       | 陳奕先         |              | 《叱咤風雲》（范逸臣、柯有倫演唱）                                    | 第二部監製的電影 台灣首部職業賽車類型電影                                   |
| 待定   | 《限制級戰警4》    | D·J·克魯索     |              |                                                                       | 第三部好萊塢的電影 確認參演                                                 |

### 電視劇
| 年份   | 電視台    | 劇名                              | 導演               | 角色       |
| ------ | --------- | --------------------------------- | ------------------ | ---------- |
| 1999年 | 公視      | 《百里香煎魚》                    | 郭珍弟             | 街頭音樂家 |
| 2000年 | 民視      | 《星情花園-周杰倫的音樂愛情故事》 | 蔡岳勳             | 周杰倫     |
| 2001年 | 民視      | 《藍星》                          | 鄭安寧             | 客串       |
| 2002年 | 中視      | 《周日偶像誌-八度空間》           | 鈕承澤             | 周杰倫     |
| 2010年 | 華視 中天 | 《熊貓人》                        | 周杰倫 華坤 珍妮花 | 李奧       |

### 配音
| 年份   | 播放平台 | 片名             | 角色     | 導演             | 備註                                              |
| ------ | -------- | ---------------- | -------- | ---------------- | ------------------------------------------------- |
| 2013年 | 愛奇藝   | 《十萬個冷笑話》 | 太乙真人 | 盧恆宇、李姝潔   | 第一季第6集 哪吒篇（三）與太2真人的一天（特別版） |
| 2016年 | 院線     | 《功夫熊貓3》    | 金葉猴   | 詹妮弗·余·尼爾森 | 中國大陸版 台灣中文版                             |

### 綜藝節目
| 年份   | 電視台   | 節目名稱                                         | 介紹 | 集數   |
| ------ | -------- | ------------------------------------------------ | ---- | ------ |
| 2015年 | 浙江衛視 | 《中国好声音 (第四季)》                          | 導師 | 全15期 |
| 2016年 | 浙江衛視 | 《中國新歌聲 (第一季)》 (原《中国好声音》第五季) | 導師 | 全15期 |
| 2017年 | 浙江衛視 | 《中國新歌聲 (第二季)》                          | 導師 | 全15期 |
| 2018年 | 浙江衛視 | 《中國好聲音》 (原《中國新歌聲》 第三季)         | 導師 | 全15期 |
| 2018年 | 浙江衛視 | 《这！就是灌篮》                                 | 领队 | 全12集 |

### 網路戲劇
| 年份           | 播出平台      | 節目名稱                                | 介紹                                                     |
| -------------- | ------------- | --------------------------------------- | -------------------------------------------------------- |
| 2007年         | Teen Power    | 《TP夏日劇場：周杰倫—沒有不能說的秘密》 | 演員為周杰倫、桂綸鎂、黃秋生、Angela、Fion、Zimon、Lu    |
| 2013年－2014年 | J概念品牌聯盟 | 《Mr.J Life手机劇場—生活就是要隨性》    | 主演為周杰倫、麥烝瑋、杜國璋，內容：籃球、整人計畫、魔術 |

### 改編音樂劇
| 年份   | 作品名稱         | 導演       | 介紹 |
| ------ | ---------------- | ---------- | --- |
| 2016年 | 《不能說的秘密》 | John Rando | 改編自周杰倫同名電影，由中國百老匯與美國百老匯團隊製作，貫穿周杰倫歷年經典歌曲，2016年12月起於北京天橋藝術中心展開全球巡演。 |

## 導演作品
| 電影/電視劇作品列表 | 電影/電視劇作品列表 | 電影/電視劇作品列表 | 電影/電視劇作品列表 |
| 年份                | 類型                | 名稱                | 備註                |
| ------------------- | ------------------- | ------------------- | ------------------- |
| 2007年              | 電影                | 不能說的秘密        |                     |
| 2010年              | 電視劇              | 熊貓人              |                     |
| 2013年              | 電影                | 天台                |                     |

| 音樂錄影帶作品列表 | 音樂錄影帶作品列表 | 音樂錄影帶作品列表 | 音樂錄影帶作品列表    |
| 年份               | 歌手               | 歌名               | 備註                  |
| ------------------ | ------------------ | ------------------ | --------------------- |
| 1998               | 咻比嘟嘩           | 起點               | 騎乘重型機車          |
| 2004               | 南拳媽媽           | 家                 |                       |
| 2005               | 南拳媽媽           | 消失               |                       |
| 2005               | 南拳媽媽           | 橘子汽水           |                       |
| 2005               | 周杰倫             | 藍色風暴           |                       |
| 2005               | 周杰倫             | 髮如雪             |                       |
| 2005               | 周杰倫             | 楓                 |                       |
| 2005               | 周杰倫             | 麥芽糖             |                       |
| 2005               | S.H.E              | 不作你的朋友       |                       |
| 2005               | 劉畊宏             | 彩虹天堂           |                       |
| 2006年             | 周杰倫             | 霍元甲             |                       |
| 2006年             | 周杰倫             | 夜的第七章         |                       |
| 2006年             | 周杰倫             | 聽媽媽的話         |                       |
| 2006年             | 周杰倫             | 千里之外           |                       |
| 2006年             | 周杰倫             | 本草綱目           |                       |
| 2006年             | 周杰倫             | 退後               |                       |
| 2006年             | 周杰倫             | 紅模仿             |                       |
| 2006年             | 周杰倫             | 心雨               |                       |
| 2006年             | 周杰倫             | 白色風車           |                       |
| 2006年             | 周杰倫             | 迷迭香             |                       |
| 2006年             | 周杰倫             | 菊花台             |                       |
| 2006年             | 周杰倫             | 黃金甲             |                       |
| 2007年             | 周杰倫             | 牛仔很忙           |                       |
| 2007年             | 周杰倫             | 彩虹               |                       |
| 2007年             | 周杰倫             | 陽光宅男           |                       |
| 2007年             | 周杰倫             | 我不配             |                       |
| 2007年             | 周杰倫             | 最長的電影         |                       |
| 2008年             | 蕭閎仁             | 看袂落去           |                       |
| 2008年             | 南拳媽媽           | 你不像她           |                       |
| 2008年             | 周杰倫             | 龍戰騎士           |                       |
| 2008年             | 周杰倫             | 給我一首歌的時間   |                       |
| 2008年             | 周杰倫             | 蛇舞               |                       |
| 2008年             | 周杰倫             | 魔術先生           |                       |
| 2008年             | 周杰倫             | 說好的幸福呢       |                       |
| 2008年             | 周杰倫             | 流浪詩人           |                       |
| 2008年             | 周杰倫             | 時光機             |                       |
| 2008年             | 周杰倫             | 喬克叔叔           |                       |
| 2008年             | 周杰倫             | 稻香               |                       |
| 2009年             | 柯有綸             | 不用擔心           |                       |
| 2009年             | 柯有綸             | Sugar Lady         |                       |
| 2010年             | 周杰倫             | 跨時代             |                       |
| 2010年             | 周杰倫             | 免費教學錄影帶     |                       |
| 2010年             | 周杰倫             | 好久不見           | 與葉耀鴻合作          |
| 2010年             | 周杰倫             | 雨下一整晚         |                       |
| 2010年             | 周杰倫             | 自導自演           |                       |
| 2010年             | 周杰倫             | 超人不會飛         |                       |
| 2011年             | 周杰倫             | 天地一鬥           |                       |
| 2011年             | 周杰倫             | 驚嘆號             | 與林哲民、Coolcat合作 |
| 2011年             | 周杰倫             | 迷魂曲             |                       |
| 2011年             | 周杰倫             | Mine Mine          |                       |
| 2011年             | 周杰倫             | 你好嗎             |                       |
| 2011年             | 周杰倫             | 療傷燒肉粽         | 與陳映之合作          |
| 2011年             | 周杰倫             | 琴傷               |                       |
| 2011年             | 周杰倫             | 水手怕水           |                       |
| 2011年             | 周杰倫             | 世界未末日         |                       |
| 2011年             | 周杰倫             | 皮影戲             |                       |
| 2011年             | 周杰倫             | 超跑女神           |                       |
| 2012年             | 周杰倫             | 手語               |                       |
| 2012年             | 周杰倫             | 公公偏頭痛         |                       |
| 2012年             | 周杰倫             | 明明就             |                       |
| 2012年             | 周杰倫             | 傻笑               |                       |
| 2012年             | 周杰倫             | 比較大的大提琴     |                       |
| 2012年             | 周杰倫             | 愛你沒差           |                       |
| 2012年             | 周杰倫             | 紅塵客棧           |                       |
| 2012年             | 周杰倫             | 夢想啟動           |                       |
| 2012年             | 周杰倫             | 大笨鐘             |                       |
| 2012年             | 周杰倫             | 烏克麗麗           |                       |
| 2014年             | 周杰倫             | 陽明山             |                       |
| 2014年             | 周杰倫             | 竊愛               |                       |
| 2014年             | 周杰倫             | 算什麼男人         |                       |
| 2014年             | 周杰倫             | 怎麼了             |                       |
| 2014年             | 周杰倫             | 一口氣全唸對       |                       |
| 2014年             | 周杰倫             | 我要夏天           |                       |
| 2014年             | 周杰倫             | 手寫的從前         |                       |
| 2014年             | 周杰倫             | 鞋子特大號         |                       |
| 2014年             | 周杰倫             | 聽見下雨的聲音     | 與珍妮花合作          |
| 2016年             | 周杰倫             | 前世情人           |                       |
| 2016年             | 周杰倫             | Now You See Me     |                       |
| 2016年             | 周杰倫             | 床邊故事           |                       |
| 2016年             | 周杰倫             | 說走就走           |                       |
| 2016年             | 周杰倫             | 土耳其冰淇淋       |                       |
| 2016年             | 周杰倫             | 愛情廢柴           |                       |
| 2018年             | 周杰倫             | 等你下课           |                       |
| 2018年             | 周杰倫             | 不愛我就拉倒       |                       |
| 2020年             | 周杰倫             | Mojito             |                       |
| 2022年             | 周杰倫             | 最伟大的作品       |                       |
| 2022年             | 周杰倫             | 错过的烟火         |                       |

## 主持與代言作品

### 電視
| 年份   | 電視台           | 節目名稱     | 集數   |
| ------ | ---------------- | ------------ | ------ |
| 2010年 | 中天娛樂台       | 《Mr.J頻道》 | 全13集 |
| 2020年 | Netflix.浙江衛視 | 《周遊記》   | 全13集 |
| 2023年 | Netflix.浙江衛視 | 《周遊記2》  | 全14集 |

### 廣播
| 年份   | 電台         | 節目名稱   |
| ------ | ------------ | ---------- |
| 2013年 | Hit FM聯播網 | 《哎喲DJ》 |

### 廣告
| 開始年份 | 結束年份 | 地點     | 品牌   | 搭配歌曲         | 備註                             |
| -------- | -------- | -------- | ------ | ---------------- | -------------------------------- |
| 2016年   | 至今     | 中国大陆 | 百雀羚 | 《听妈妈的话》等 | 出任百雀羚品牌代言人、首席体验官 |

## 外部連結
- 杰威爾音樂官方網站 （页面存档备份，存于）（繁體中文）（简体中文）（英文）
- YouTube上的周杰倫頻道（繁體中文）
- 周杰倫的Facebook專頁（繁體中文）
- 周杰倫的Instagram帳戶（繁體中文）
- 周杰伦的抖音账号 （简体中文）
- 周杰伦的快手账号（简体中文）
- 周杰倫在时光网上的簡介（简体中文）
- 周杰倫在台灣電影網上的資料（繁體中文）